# Ljubo Miličević
Ljubomir Miličević, detto Ljubo, noto anche come Milicevic ed erroneamente citato come Milićević (Melbourne, 13 febbraio 1981) è un ex calciatore australiano, di ruolo difensore o centrocampista.

## Carriera

### Club
Dopo l'esperienza al Melbourne Victory rimase svincolato per circa un anno. Anche tra gennaio e marzo del 2011, rimase nuovamente svincolato.

## Statistiche

### Cronologia presenze e reti in nazionale
| Cronologia completa delle presenze e delle reti in nazionale ― Australia | Cronologia completa delle presenze e delle reti in nazionale ― Australia | Cronologia completa delle presenze e delle reti in nazionale ― Australia | Cronologia completa delle presenze e delle reti in nazionale ― Australia | Cronologia completa delle presenze e delle reti in nazionale ― Australia | Cronologia completa delle presenze e delle reti in nazionale ― Australia | Cronologia completa delle presenze e delle reti in nazionale ― Australia | Cronologia completa delle presenze e delle reti in nazionale ― Australia |
| Data                                                                     | Città                                                                    | In casa                                                                  | Risultato                                                                | Ospiti                                                                   | Competizione                                                             | Reti                                                                     | Note                                                                     |
| ------------------------------------------------------------------------ | ------------------------------------------------------------------------ | ------------------------------------------------------------------------ | ------------------------------------------------------------------------ | ------------------------------------------------------------------------ | ------------------------------------------------------------------------ | ------------------------------------------------------------------------ | ------------------------------------------------------------------------ |
| 29-3-2005                                                                | Città di Subiaco                                                         | Australia                                                                | 3 – 0                                                                    | Indonesia                                                                | Amichevole                                                               | -                                                                        |                                                                          |
| 9-6-2005                                                                 | Londra                                                                   | Australia                                                                | 1 – 0                                                                    | Nuova Zelanda                                                            | Amichevole                                                               | -                                                                        | 78’                                                                      |
| 15-6-2005                                                                | Francoforte                                                              | Germania                                                                 | 4 – 3                                                                    | Australia                                                                | Conf. Cup 2005 - 1º turno                                                | -                                                                        | 38’                                                                      |
| 18-6-2005                                                                | Norimberga                                                               | Australia                                                                | 2 – 4                                                                    | Argentina                                                                | Conf. Cup 2005 - 1º turno                                                | -                                                                        | 56’                                                                      |
| 21-6-2005                                                                | Lipsia                                                                   | Australia                                                                | 0 – 2                                                                    | Tunisia                                                                  | Conf. Cup 2005 - 1º turno                                                | -                                                                        | 38’                                                                      |
| 6-9-2006                                                                 | Al Kuwait                                                                | Kuwait                                                                   | 2 – 0                                                                    | Australia                                                                | Qual. Coppa d'Asia 2007                                                  | -                                                                        | 90+2’                                                                    |
| Totale                                                                   |                                                                          | Presenze                                                                 | 6                                                                        |                                                                          | Reti                                                                     | 0                                                                        |                                                                          |